# Casa da Saudade
Casa da Saudade é uma série da RTP da autoria de Filipe La Féria e realização de Jorge Rodrigues. Foi transmitida nas tardes de domingo no ano 2000.

## Sinopse
Vera Zaquini, uma grande actriz do passado, acumulou uma enorme fortuna fruto de sucessivos casamentos com os empresários que produziam as suas peças. Ao morrer, deixou em testamento um fundo de apoio aos seus velhos colegas artistas que, por diversos motivos, se encontram desamparados na
fase final das suas vidas.
O legado de Vera Zaquini encontra-se materializado na Casa da Saudade, um solar localizado em Colares, à beira-mar. Nele habitam antigos artistas dos mais variados quadrantes do mundo do espectáculo, cada um com as suas histórias e recordações, que vão partilhando entre si. É o caso do galã de cinema, Raul Del Rey, Jean Cruz, antigo bailarino da Companhia Nacional de Bailado, Alberto Gaspar, o popular antigo locutor desportivo, Clara Sorrento, antiga cantora lírica do Teatro Nacional de S. Carlos, Elvira Lago, antiga primeira figura do Teatro Nacional de D. Maria II, Sarita Navarro e Solange Pereira, a directora.

## Elenco[1]
- Anita Guerreiro - Aurora
- Artur Agostinho - Alberto Gaspar
- Carmen Dolores - Elvira Lago
- Catarina Avelar - Luísa Mascarenhas
- Cecília Guimarães - Solange Pereira
- Fernando Gomes - Vasquito
- Glicínia Quartin - Sarita Navarro
- Helena Rocha - Bonita Baptista
- Helena Vieira - Clara Sorrento
- João D'Ávila - Jean Cruz
- Manuela Cassola - Virgínia Costa
- Maria José Valério - Ivete Freitas
- Virgílio Teixeira - Raul Del Rey

### Participações especiais
- Eládio Clímaco - Henrique Gaspar
- Francisco Garcia - Beto
- Hugo Pinto - bombeiro
- Jorge Sousa Costa - Padre Martins
- José Rocha Santos - Dr. Gouveia Maia
- Lucília Henriques - Lucília Moreira
- Luís Filipe Mateus - bombeiro
- Manuel Luís Goucha - apresentador de televisão
- Maria de Lima - Teresa Góis
- Maria José Baião - Olga Santos Gaspar
- Nuno Guerreiro - Padre Jorge Cardoso
- Fernando Pessa como ele próprio